# Saint-Nicolas est socialiste
Pour plus de détails, voir Fiche technique et Distribution.
Saint-Nicolas est socialiste est un film documentaire belge écrit et réalisé par David Leloup, sorti en 2020 en Belgique et en France. Il est diffusé à la télévision le 2 juin 2021 sur La Une (Belgique). Il a remporté le grand prix et le prix du public lors du Brussels International Film Festival de 2020.

## Synopsis
Le film suit Roger Boeckx et Filippo Zito, deux conseillers communaux de l'opposition à Saint-Nicolas (Belgique), commune de la Province de Liège et socialiste (majorité absolue) depuis plus d'un siècle. Les deux hommes fustigent le manque de transparence de l'autorité communale. En toile de fond, les élections communales de 2018 approchent et les deux hommes souhaitent faire bouger les choses de l'intérieur. Filippo Zito s'inscrit ainsi sur les listes socialistes tandis que Roger Boeckx décide de ne pas se présenter,. 

## Fiche technique
Les informations sont issues du site officiel du film :
- Titre : Saint-Nicolas est socialiste
- Réalisation : David Leloup
- Distribution : Dancing Dog
- Pays  :  Belgique
- Genre : documentaire
- Durée : 94 minutes
- Dates de sortie[3] :
  - Belgique - 28 septembre 2020
  - France - 11 novembre 2020

## À propos du film
Il s'agit du deuxième film du réalisateur, David Leloup, également journaliste d'investigation, après A Leak in Paradize, un documentaire sur le lanceur d'alerte suisse Rudolf Elmer. Pour ce documentaire, il a été contacté directement par Roger Boeckx et Filippo Zito. Ceux-ci voulaient à la base dénoncer un potentiel scandale de corruption lié à la construction de logements dans la commune de Saint-Nicolas,. L'affaire judiciaire étant en cours, le réalisateur a préféré s'intéresser au duo et à leur action politique,. Avec cette vision sur l'humain et la politique, le ton s'inspire de Strip-tease, des émissions de télévision documentaire belge filmant des faits de société. 
Ce film documentaire a vocation de montrer le manque de transparence politique et d'inciter la population à s'intéresser à la politique, surtout au niveau communal. David Leloup combat ce manque de transparence depuis des années et a notamment publié de nombreux articles sur des scandales de corruption, les paradis fiscaux ou encore l'affaire Publifin, scandale politique dont il est fait mention dans le film. 
Dans le documentaire, Roger Boeckx indique que Valérie Maes, bourgmestre de Saint-Nicolas au moment des faits, a fait campagne électorale alors qu'elle était sous arrêt maladie. En 2018, monsieur Boeckx portera plainte pour violation de la loi sur les dépenses électorales, escroquerie au certificat médical et abus de biens sociaux contre elle,. Un long processus devant la justice s'engage alors. Sa plainte est finalement jugée irrecevable en janvier 2021 par la Cour d'appel de Liège. Les faits n'ont donc pas été examinés sur le fond par la justice comme le mentionne un bandeau imposé par la RTBF lors de la diffusion du documentaire. Le réalisateur dénoncera, la veille de la diffusion à la télévision belge, la pression à l'encontre de la RTBF, de M. Boeckx et de lui-même devant la diffusion du documentaire. La RTBF est également mise en demeure de passer un bandeau avec une mention selon laquelle le documentaire est orienté.

## Distinctions

### Récompenses
- Grand prix (compétition nationale) du Brussels International Film Festival (BRIFF) de 2020[8].
- Prix du public, catégorie « Compétition Nationale » du Brussels International Film Festival (BRIFF) de 2020[8].